# 天主教科納克里總教區
天主教科納克里總教區 （拉丁語：Archidioecesis Konakriensis）是畿內亞一個羅馬天主教教省總教區，下轄兩個教區。是該國唯一一個總教區。

## 歷史
1897年10月18日設畿內亞宗座監牧區，1920年4月18日升為代牧區。1955年9月14日升為總教區。

## 現況
總教區包括西部十七省，2006年有教友101,600人（佔轄區總人口2.6%）、卅三個堂區、四十名司鐸。現任總主教為文森特·科里巴利，其前任罗伯特·萨拉現為聖座一心委員會主席。